# NGC 4545
NGC 4545 је спирална галаксија у сазвежђу Змај која се налази на NGC листи објеката дубоког неба.
Деклинација објекта је + 63° 31' 29" а ректасцензија 12h 34m 34,1s. Привидна величина (магнитуда) објекта NGC 4545 износи 12,3 а фотографска магнитуда 13,0. Налази се на удаљености од 43,649 милиона парсека од Сунца. NGC 4545 је још познат и под ознакама UGC 7747, MCG 11-15-64, CGCG 315-47, IRAS 12323+6348, PGC 41838.